# 左翼同盟 (フィンランド)
左翼同盟（さよくどうめい、フィンランド語:Vasemmistoliitto、スウェーデン語:Vänsterförbundet）は、フィンランドの社会主義政党。1990年にヘルシンキにて結成。2024年3月現在、エドゥスクンタに11名、欧州議会に1名の議員を擁する。

## 歴史
1990年4月、フィンランド人民民主連合、親ソ派の民主オルタナティブ、フィンランド女性民主連合、そしてフィンランド共産党といった左派政党の合同により設立。
様々な社会観を持つ人々から構成されるため、党の歴史自体は短いものの内紛が絶えず、一部のメンバーは左翼同盟を離れ社会民主党やフィンランド共産党（前述のフィンランド共産党から1980年代に追放されたスターリン主義的なタイストイスト(en:Taistoism)グループを母体に、1997年に結成）に移籍している。
2005年には党の前書記長であるマッティ・ヴィーアライネンが社会民主党への合流を画策したが、この計画は党内からも異論が噴出し、ヴィーアライネンは党分裂を招いたとして厳しく非難された。
翌年には党首のスヴィ=アンネ・シーメスが党内の親ソ派との長きに渡る確執から、党首の辞任および離党を発表。後任にはマルッティ・コルホネンが就いた。2009年にはパーヴォ・アルヒンマキが32歳で党首となり、2016年まで在任した。
これらの党内対立が続く一方、左翼同盟は1995年から2003年まで社会民主党のパーヴォ・リッポネン内閣に3人、2011年から2014年までは国民連合党のユルキ・カタイネン内閣にアルヒンマキ党首（文化・スポーツ相）とメルヤ・キュッロネン（運輸通信相）の2人の閣僚を送り、連立政権に参加した。しかし、中道右派の国民連合党との距離は遠く、カタイネン政権への参加に反対した2人の国会議員が党から追放された後、2014年には社会福祉政策の削減に反対して左翼同盟自体が連立政権を離脱した。
この間、左翼同盟の勢力は低下を続けていたが、2014年欧州議会議員選挙では得票率を大きく伸ばして5年前に失った議席を奪回し、キュッロネンが当選した。キュッロネンは2019年の任期満了まで在職し、その間の2018年に行われた大統領選挙にも左翼同盟から立候補した。

## イデオロギー
反欧州連合の急先鋒とされる。また、共産主義が退潮していることを受け、近年では環境主義を掲げる勢力との接近を図っている。

## 歴代党首
- クラエス・アンデルソン（1990年 - 1998年）
- スヴィ=アンネ・シーメス（1998年 - 2006年）
- マルッティ・コルホネン（2006年 - 2009年）
- パーヴォ・アルヒンマキ（2009年 - 2016年）
- リー・アンデルソン（2016年 - 2024年）
- ミニャ・コスケラ（2024年 - ）

## 過去の選挙結果
| 年     | 議員数 | 得票数/率 | 得票数/率 |
| ------ | ------ | --------- | --------- |
| 1991年 | 19     | 274,639   | 10.08 %   |
| 1995年 | 22     | 310,340   | 11.16 %   |
| 1999年 | 20     | 291,675   | 10.88 %   |
| 2003年 | 19     | 277,152   | 9.93 %    |
| 2007年 | 17     | 244,296   | 8.82 %    |
| 2011年 | 14     | 238,437   | 8.15 %    |
| 2015年 | 12     | 211,702   | 7.13 %    |
| 2019年 | 16     | 251,808   | 8.20 %    |
| 2023年 | 11     | 218,340   | 7.06 %    |

| 年     | 議員数 | 得票数/率 | 得票数/率 |
| ------ | ------ | --------- | --------- |
| 1992年 | 1 319  | 310,757   | 11.67 %   |
| 1996年 | 1,128  | 246,597   | 10.37 %   |
| 2000年 | 1,027  | 219,671   | 9.88 %    |
| 2004年 | 987    | 228,358   | 9.56 %    |
| 2008年 | 833    | 224,170   | 8.78 %    |
| 2012年 | 640    | 199,312   | 8.0 %     |
| 2017年 | 658    | 226,626   | 8.8 %     |
| 2021年 | 508    | 194,385   | 7.9 %     |

| 年     | 議員数 | 得票数/率 | 得票数/率 |
| ------ | ------ | --------- | --------- |
| 1996年 | 2      | 236,490   | 10.51 %   |
| 1999年 | 1      | 112,757   | 9.08 %    |
| 2004年 | 1      | 151,291   | 9.13 %    |
| 2009年 | 0      | 98,690    | 5.93 %    |
| 2014年 | 1      | 160,818   | 9.3 %     |
| 2019年 | 1      | 125,749   | 6.9 %     |
| 2024年 | 3      | 316,758   | 17.32 %   |

| 年     | 候補                               | 得票数/率 | 得票数/率 |
| ------ | ---------------------------------- | --------- | --------- |
| 1994年 | クラエス・アンデルソン             | 122,820   | 3.8 %     |
| 2000年 | 無し                               | -         | -         |
| 2006年 | タルヤ・ハロネン（社会民主党）支持 | -         | -         |
| 2012年 | パーヴォ・アルヒンマキ             | 167,359   | 5.5 %     |
| 2018年 | メルヤ・キュッロネン               | 89,977    | 3.0 %     |
| 2024年 | リー・アンデルソン                 | 158,328   | 4.88 %    |